# Milkiland
Група компаній Milkiland (укр. Мілкіленд) — виробник молочної продукції (агрохолдинг), що працює на ринках Східної Європи. Щорічний обсяг переробки молока підприємствами Групи сягає 1 млн тонн. Заводи ГК "Milkiland" здійснюють виробництво, переробку та дистрибуцію готової молочної продукції під брендами «Добряна» (Україна), «Коляда» (Україна), «Останкінська» (Росія), «36 копійок» (Росія), "Ostrowia" (Польща), "Milkiland" (міжнародний бренд) та ін.
В Україні в структуру Групи входять 9 молокопереробних заводів, об'єднаних у складі Дочірнього підприємства (ДП) "Мілкіленд-Україна".  
Команда Групи «Мілкіленд» нараховує понад 6,5 тис. співробітників, які забезпечують її діяльність на всіх етапах виробничого циклу.
Група розвиває власну сировинну базу на основі підприємства «Мілкіленд-Агро», що об'єднує 13 агрогосподарств із сукупним молочним стадом понад 3,7 тис. корів та 21 тис. га орендованих сільгоспугідь. Ферми, що входять до складу "Мілкіленд-Агро", займаються молочним скотарством та вирощуванням зернових. 
Створені Групою молокозаготівельні кооперативи нараховують 17 тис. членів  із сукупним молочним стадом близько 21 тис. корів.
Група компаній "Мілкіленд" є членом української "Асоціації виробників молока [Архівовано 27 листопада 2012 у Wayback Machine.]", а також Національної асоціації молочників України "Укрмолпром" .
Молоко та молочні продукти ТМ "Добряна" є неодноразовими переможцями та лауреатами  Всеукраїнського конкурсу якості продукції "100 найкращих товарів України".

## Історія
У 1997-2001 рр. Група придбала п’ять невеликих молокопереробних підприємств та молокозавод у Сумах. Після приходу в Групу В’ячеслава Рекова ( генеральний директор Групи компаній до 2011 року) і Ольги Юркевич (нині — операційний директор Групи компаній) була сформована команда топ-менеджерів.
У 2002 р. Група «Мілкіленд» розпочала торгівлю сирами, виготовленими на невеликому заводі «Лактіс» (м. Кам'янець-Подільський, Хмельницька обл.), придбаному в 1997 році. Також був придбаний завод з виробництва сирів в м. Мена (Чернігівська обл.). Сьогодні «Менський сир» є флагманом у сегменті виробництва сирів Групи «Мілкіленд».
Після повної модернізації підприємств з виробництва сирів та придбання Охтирського сиркомбінату (Сумська обл.) Група «Мілкіленд» у 2003-2005 рр. стає лідером серед виробників сиру в Україні. Відбувається розширення торгівлі цільномолочною продукцією. Групою були придбані Конотопський молочний завод (Сумська обл.) та Львівський молочний комбінат. Для збалансування бізнес-моделі був придбаний також завод з виробництва сухого молока в Ромнах (Сумська обл.).

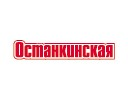
Логотип ТМ "Останкинская"

У 2007 р. продовжується розвиток сегменту незбираної молочної продукції Групи. Були придбані Чернігівський молокозавод та підприємство «Агролайт» (м. Кривий Ріг, Дніпропетровська обл.). Також було створене перше фермерське господарство Групи "Мілкіленд".
У 2008 р. Група купила 75% акцій одного з найбільших виробників цільномолочної продукції в Московському регіоні (Росія) «Останкінський молочний комбінат». Оснащене сучасним обладнанням підприємство з 50-річною історією сьогодні виробляє понад сто найменувань продукції під торговельними марками «Останкінська» та «36 копійок». 27 червня 2012 р. "Мілкіленд" заявив про свій намір стати єдиним власником "Останкінського молочного комбінату". В червні 2013 року "Мілкіленд" викупив 4,15% акцій російського підприємства, ставши його 100-відсотковим власником.
У 2009-2010 рр. була проведена глобальна фінансова та організаційна реструктуризація з метою отримання можливості продовжувати розвиток Групи компаній «Мілкіленд» на міжнародній арені. Також проведено оптимізацію портфеля брендів; доходи було консолідовано під трьома брендами (ТМ "Добряна", "Коляда", «Останкінська»)
У 2010 р. Група «Мілкіленд» успішно провела IPO на Варшавській Фондовій біржі (WSE), реалізувавши 21,48% акцій голландської головної холдингової компанії Milkiland N.V. За підсумками первинного розміщення було отримано близько 60 млн. євро, що пішли на фінансування інвестиційної програми Групи.
У 2011 р. Група підтримала створення та встановила довгострокові партнерські відносини з 16 виробничими кооперативами, що об'єднали понад 17 тис. членів із сукупним молочним стадом близько 21 тис. корів. Це дозволило забезпечити стабільні постачання молочної сировини на молокозаводи Групи та поліпшити якість молока, що закуповується у приватних виробників.
В серпні 2012 р. Група «Мілкіленд» придбала 100% акцій сироробного заводу "Ostrowia" (Мазовецьке воєводство, Польща). 30 липня 2013 року сирзавод "Ostrowia" отримав дозвіл від українських контролючих органів на експорт сирів та сухого знежиреного молока на територію України . Після закінчення реконструкції, завод зможе щорічно виробляти до 15 тис. т сирів.

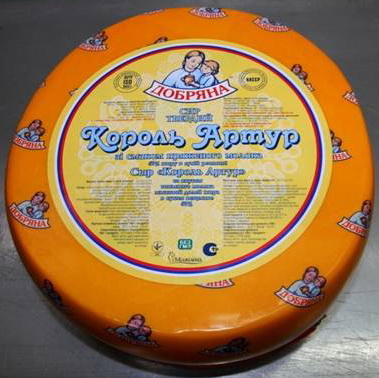
Сир "Король Артур" ТМ "Добряна"

В лютому 2013 року Група придбала російський сирзавод "Сыродел" (Рильский район, Курська область) (згодом перейменований в "Рыльский сыродел") . Група планує вкласти до 4 млн євро в модернізацію виробничих потужностей підприємства, в результаті якої обсяги виробництва сирів на заводі становитимуть до 3,5 тис. т на рік .
11 жовтня 2024 року група компаній Milkiland зазнала кібератаки, зупинено логістичні та технологічні процеси.
14 жовтня 2024 року група компаній Milkiland заявила, що у зв'язку з кібератакою у технологічному сегменті було виявлено лаборантами перевищення рівня антибіотиків у молочній продукції.
Національний індекс цін WIG-Ukraine на Варшавській фондовій біржі знижується 2 тиждень поспіль і з 4 по 11 жовтня 2024 року знизився на 2,2%, або на 5,58 пункту до 249,05 пункту. Найбільше падіння – у компанії "Мілкіленд" (-11,2%).
15 жовтня 2024 року у зв'язку з кібератакою на групу компаній "Milkiland", що відбулася 12 жовтня 2024 року, наразі зупинено логістичні процеси. Відправлення молочної продукції для потреб ЗСУ призупинено на невизначений проміжок часу.

## Стратегія
У середньостроковій перспективі Група компаній прагне стати лідером українського ринку сирів та одним з провідних виробників незбираномолочний продуктів у СНД. Диференціювання «Мілкіленду» від конкурентів має відбутися завдяки випуску інноваційної продукції. Її позиціювання базується на концепції «постачальника вибору» для сімей, що доставляє свої молочні продукти від «лугової трави» до їхньої домівки.
Для підтримки зростання та забезпечення належної якості пропонованих продуктів "Мілкіленд" планує створити власне виробництво молока, щоб задовольнити 20-25% від внутрішніх потреб.

## Бізнес-структура
Бізнес-структура компанії складається з 4 елементів:
- Збір і доставка сирого молока

Майже третина співробітників займається збором і доставлення молока до заводів «Мілкіленду». Група має широку систему збору молока та активно розвиває власні молочні ферми, що забезпечать високу якість молока для виробництва продукції преміумкатегорії.
- Виробництво продукції

Виробництво практично всього асортименту молочної продукції «Мілкіленду» зосереджено на 9 заводах в Україні (всі вони знаходяться у власності Дочірнього підприємства (ДП) "Мілкіленд-Україна"), 2 — в Росії (Москва і Курська область), та 1 — в Польщі (Мазовецьке воєводство). Переробні потужності компанії становлять понад 1 млн тонн молока на рік.
- Зберігання та дистрибуція

Продукція компанії розповсюджується по всій території України та багатьох містах Росії.
Дистрибуторська мережа "Мілкіленду" включає в себе великі торговельні мережі, невеликі місцеві магазини, регіональних дистриб’юторів та експортних дилерів.
- Маркетинг та продажі

Компанія просуває свою продукцію під торговельними марками "Добряна", «Коляда", "Останкинская" та ін. Група "Мілкіленд" експортує свою продукцію в понад 30 країн світу.

## Керівництво
Голова Ради директорів – Олег Рожко.
Головним виконавчим директор є Анатолій Юркевич.
Директор Дочірнього підприємства (ДП) «Мілкіленд-Україна» — Костянтин Лапцов

## Соціальна відповідальність

Зала витримки сирів, філія "Менський сир" ПП КФ "Прометей" ДП "Мілкіленд-Україна"

Група "Мілкіленд" є учасником програми "Я люблю молоко"  та проєкту «Здорова дитина — здорова нація» , організованих Асоціацією виробників молока України. В рамках програми «Здорова дитина — здорова нація» 10 жовтня 2012 р. 30 школярів з ліцею обдарованих дітей м. Суми відвідали Сумський молокозавод, що входить до складу Групи "Мілкіленд" .
ДП "Мілкіленд-Україна" надає благодійну допомогу  організації «Місто щасливих дітей», що займається підтримкою та розвитком мережі дитячих центрів допомоги дітям.
На регіональному рівні підприємства, що входять до складу Групи, надають благодійну допомогу для організації локальних заходів. Так, в листопаді 2012 р. ПАТ "Чернігівський молокозавод", що входить до складу Групи, надав допомогу IX обласному благодійному фестивалю дитячої та юнацької творчості “Звичайне диво”.